# 日宣
日宣（にっせん、1760年（宝暦10年） - 1822年1月29日（文政5年1月7日））は、大石寺第44世法主。

## 略歴
- 1760年（宝暦10年）、江戸に誕生。
- 1769年（明和6年）4月3日、父真慶日視卒。
- 1796年（寛政8年）夏、伴頭寮を再建。
- 1798年（寛政10年）春、細草77代の化主となる。秋、細草を退檀し江戸妙縁寺の住職を務める。
- 1801年（享和元年）9月5日、母妙全日慶卒。
- 1803年（享和3年）4月、大石寺26代学頭となる。10月、43世日相より法の付属を受け44世日宣として登座。11月、大坊に入る。
- 1807年（文化4年）8月19日、法を45世日礼に付属し富士見庵（遠信坊）に移る。
- 1808年（文化5年）9月24日、法を46世日調に付属す。
- 1809年（文化6年）6月15日、種脱相対に約する主師親之義を著す。
- 1814年（文化11年）6月、江戸常泉寺の住職を務める。在住8年。
- 1817年（文化14年）2月16日、法を48世日量に付属す。
- 1821年（文政4年）秋、江戸常泉寺より帰山。
- 1822年（文政5年）1月7日、63歳で死去した。

| 先代 日相 | 大石寺住職一覧 | 次代 日礼 |